# Mednyjská aleutština
Mednyjská aleutština je mrtvý jazyk, který vznikl smíšením aleutštiny (především attuánského nářečí) a ruštiny. Dříve se používal na Měděném ostrově (Mednyj) ale všichni obyvatelé ostrova byli v 70. letech 20. století přesunuti na Beringův ostrov. Její poslední mluvčí, Vera Timoshenko, zemřela 7. března 2021.
Z aleutštiny pocházejí především podstatná jména a z ruštiny především slovesa. Gramatika je kombinací gramatiky ruské a aleutské.